# Jetze Doorman
Jetze Doorman (n. 2 iulie 1881, Balk⁠(d), Gaasterlân-Sleat, Provincia Frizia, Țările de Jos – d. 28 februarie 1931, Breda, Țările de Jos) a fost un patinator de viteză ce a reprezentat Regatul Țărilor de Jos, medaliat olimpic. A participat la 5 ediții ale Jocurilor Olimpice (1906, 1908, 1912, 1920, 1924) în care a câștigat două medalii de bronz.